# Église Saint-Michel de Fontevraud-l'Abbaye
L'église Saint-Michel est une église catholique située à Fontevraud-l'Abbaye, en France.

## Localisation
L'église est située dans le département français de Maine-et-Loire, sur la commune de Fontevraud-l'Abbaye.

## Historique
La plus grande partie de l'église date du début du XIIIe siècle. Seule la première travée de la nef a été construite au XVe siècle. Une chapelle voûtée a été ajoutée au nord de la dernière travée de la nef au XVe siècle. Le chœur rectangulaire ne comprend qu'une travée.

## Protection
L'édifice est classé au titre des monuments historiques en 1955.

## Décoration

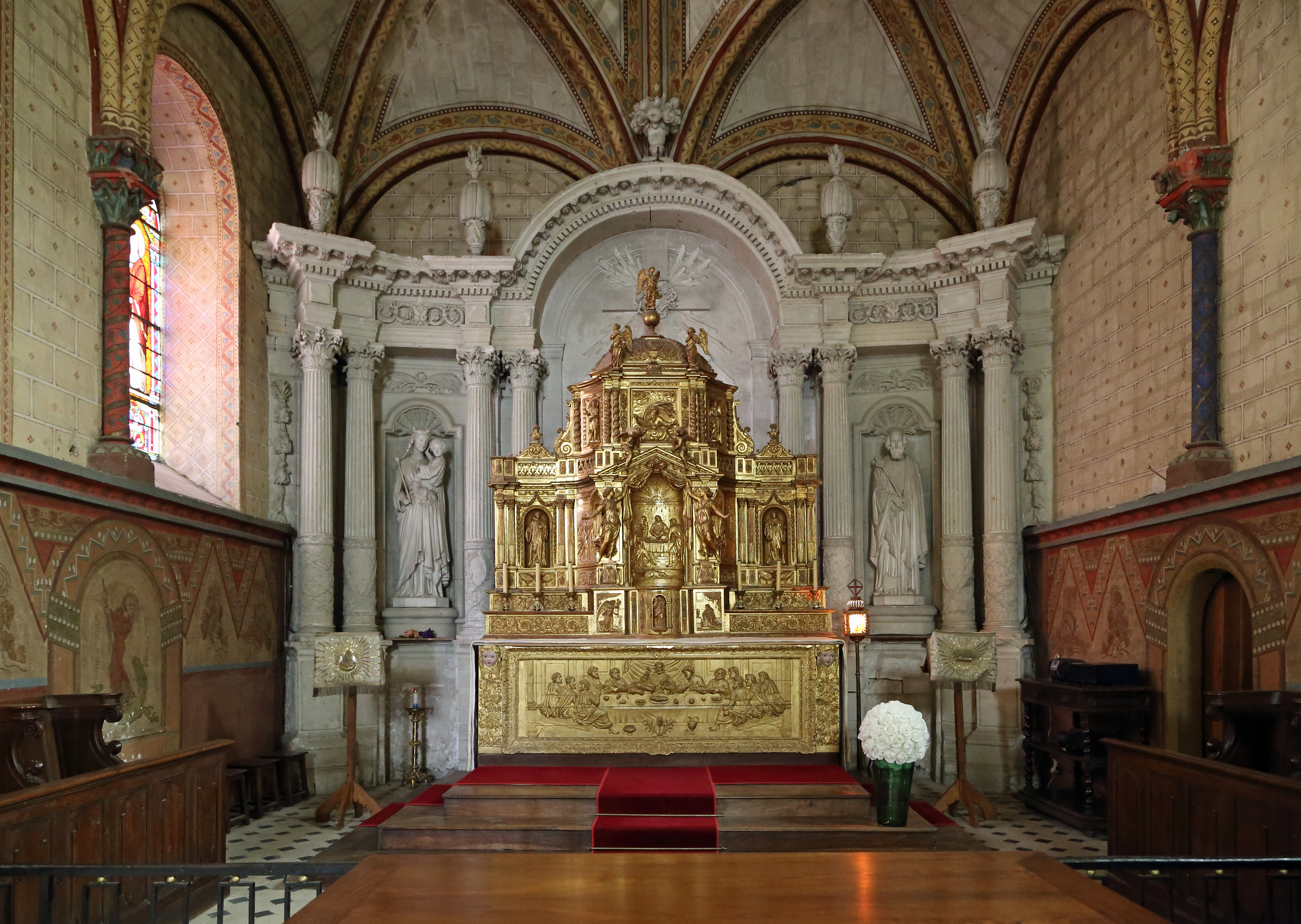
Maître-autel de Gervais Delabarre (1621)

L'église s'est enrichie de plusieurs objets d'art provenant de l'abbaye :
- le maître-autel a été exécuté en 1621 par le sculpteur manceau Gervais Delabarre,
- plusieurs tableaux, dont une Passion du XVIe siècle, un Christ, une Flagellation, une Résurrection de Lazare du XVIIe siècle.